# Guaraque (município)
Guaraque é um município da Venezuela localizado no estado de Mérida.
A capital do município é a cidade de Guaraque.